# Comitatul Saint Joseph, Indiana
Pentru alte utilizări ale numelui, vedeți Comitatul Saint Joseph.
Comitatul Saint Joseph, conform originalului din limba engleză, Saint Joseph County (codul său FIPS este 18 - 141 Arhivat în 6 august 2011, la Wayback Machine.), este unul din cele 93 de comitate ale statului american Indiana. Sediul comitatului este localitatea South Bend.
Situat în partea nordică a statului Indiana, Saint Joseph County se învecinează cu două comitate din statul Michigan, comitatele Berrien (la nord) și Cass (la nord-est), respectiv cu alte patru comitate din Indiana (la est, sud și vest).
Conform datelor furnizate de United States Census Bureau, la data efectuării recensământului din anul 2010 populația comitatului fusese 266.931 de locuitori. Fondat în 1830, comitatul a fost numit după râul Saint Joseph River, care curge către Lacul Michigan prin comitat.
Comitatul Saint Joseph face parte din zona metropolitană formată în jurul orașelor South Bend din Indiana și Mishawaka din Michigan, South Bend–Mishawaka, IN-MI, Metropolitan Statistical Area.

## Geografie
Conform datelor furnizate de United States Census Bureau, la data recensământului din anul 2010, suprafață totală a comitatului era de 1.194,46 km2 (ori 461.38 sqmi), dintre care 1.185,32 km3 (sau 457.85 sqmi, adică 99,23%) este uscat iar restul de 9,14 km2 (sau 3.53 sqmi, adică 0,77%) este apă.

### Comitate adiacente
- Comitatul Berrien, statul  Michigan — nord
- Comitatul Cass, statul Michigan — nord-est
- Comitatul Elkhart — est
- Comitatul Marshall — sud
- Comitatul Starke — sud-vest
- Comitatul LaPorte — vest

### Orașe și târguri (Cities și towns)
- Indian Village
- Lakeville
- Mishawaka
- New Carlisle, North Liberty
- Osceola
- Roseland
- South Bend
- Walkerton
- Granger, Indiana

### Districte civile (Townships)

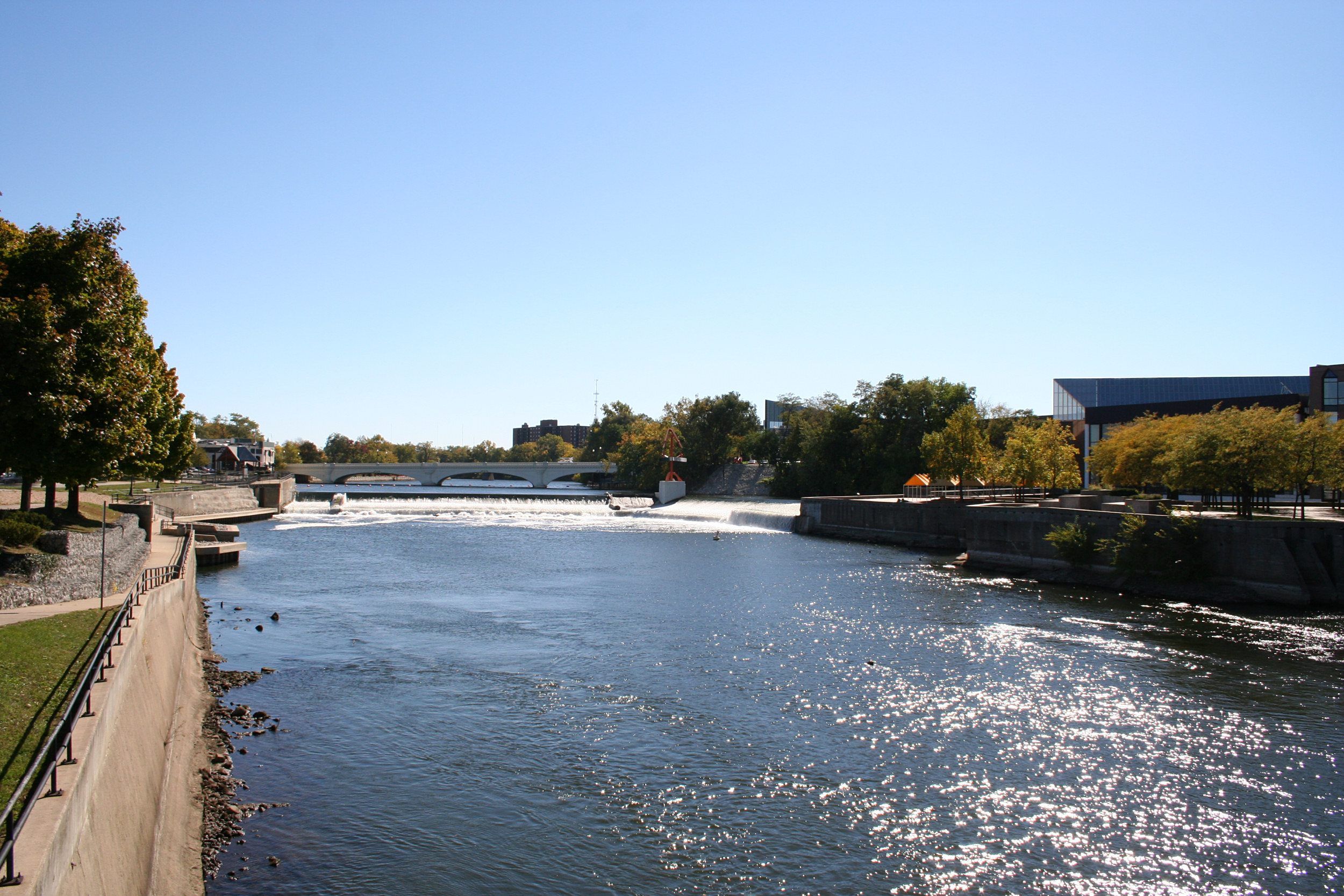
Râul Saint Joseph, intrând în comitatul Saint Joseph dinspre comitatul Elkhart prin localitatea Mishawaka.

- Centre, Clay
- German, Greene
- Harris
- Liberty, Lincoln
- Madison
- Olive
- Penn, Portage
- Union
- Warren

### Drumuri importante
- [[Format:Infobox road/IN/link Toll|Format:Infobox road/IN/abbrev Toll]]
- I-80
- I-90
- US 6
- US 20
- US 31
- SR 2
- SR 4
- SR 23
- SR 104
- SR 331
- SR 933

## Demografie
|  | Graficele sunt indisponibile din cauza unor probleme tehnice. Mai multe informații se găsesc la Phabricator și la wiki-ul MediaWiki. |

Date: Wikidata - grafică realizată de Wikipedia

## A se vedea și
- Listă de comitate din statul Indiana